# Buenavista de Valdavia
Buenavista de Valdavia è un comune spagnolo situato nella comunità autonoma di Castiglia e León.
Il comune comprende le località di:
- Arenillas de San Pelayo
- Barriosuso
- Polvorosa de Valdavia
- Renedo de Valdavia